# Ermita de las Angustias (Uclés)
L'ermita de las Angustias és una ermita situada en el nucli urbà de la localitat espanyola d'Uclés. Es tracta d'un temple del segle xvii construït amb les restes de l'antiga església de Santa María i que ja no s'usa per al culte des de 1967.